# Bell (Kalifornia)
Bell város az USA Kalifornia államában, Los Angeles megyében. Lakosainak száma 33 559 fő (2020. április 1.).

## Népesség
A település népességének változása:

| 2010 | 35 477 |
| 2020 | 33 559 |